# 普熱羅夫
普熱羅夫（捷克語：Přerov）是位於捷克東部的一個城市。屬奧洛穆茨州管轄，人口約4萬。普熱羅夫位於奧洛穆茨東南22公里處。在20世紀初因鐵路延伸至此而得到發展。普熱羅夫的地理位置使其成為摩拉維亞地區的重要城市。